# گمینا ستوپسک
گمینا ستوپسک (به لهستانی:  Gmina Stupsk) یک گمینا در لهستان است که در Mława County واقع شده‌است. گمینا ستوپسک ۱۱۸٫۰۴ کیلومتر مربع مساحت و ۴٬۹۹۶ نفر جمعیت دارد.